# California Public Utilities Commission

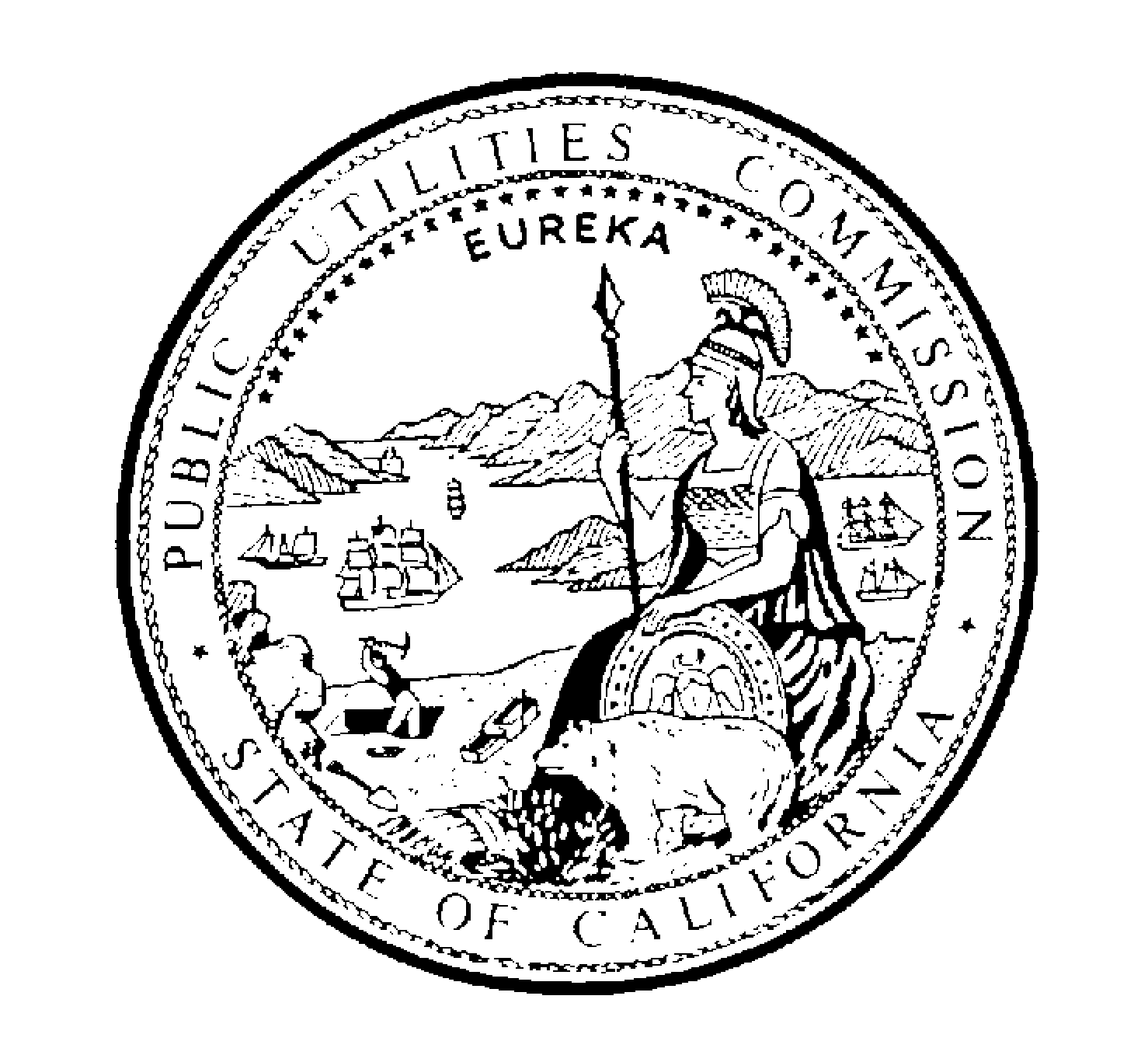
Siegel der California Public Utilities Commission

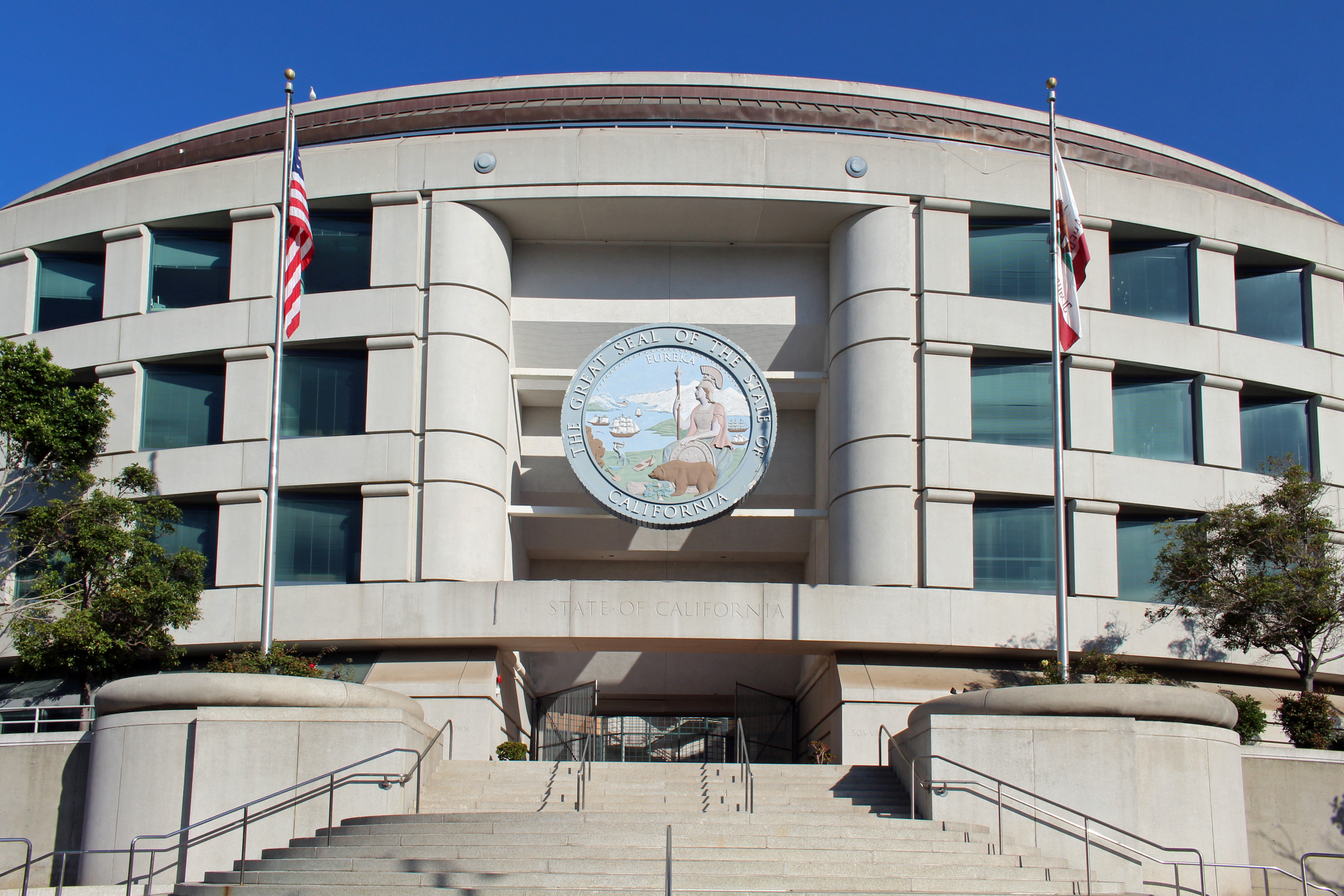
Das Edmund G. "Pat" Brown State Office Building in San Francisco, in dem das Hauptquartier der California Public Utilities Commission untergebracht ist

Die California Public Utilities Commission (CPUC) ist die Aufsichtsbehörde für öffentliche Versorgungsunternehmen im US-Bundesstaat Kalifornien. Diese Gruppe von Unternehmen umfassen nach kalifornischem Recht Stromversorgungsunternehmen, Telekommunikationsunternehmen, Erdgasversorgungsunternehmen und Wasserversorgungsunternehmen. Darüber reguliert die CPUC Unternehmen auf dem Transportsektor wie Fluggesellschaften, Umzugsunternehmen und Personentransportunternehmen (wie Limousinenservice) und Firmen die Sicherheitstechnik für Eisenbahnkreuzungen anbieten. Der Hauptsitz der CPUC ist in San Francisco, Außenstellen befinden sich in Los Angeles und Sacramento.
Zu den regulierten Unternehmen gehören z. B. Pacific Gas and Electric, Southern California Edison und San Diego Gas & Electric.

## Umweltschutz und erneuerbare Energien
Die Behörde steuert und verwaltet auch Programme des Staates Kalifornien, mit denen das Energiesparen und erneuerbare Energien gefördert werden sollen, so vor allem die California Solar Initiative.

### California Solar Initiative
Die California Solar Initiative (CSI) ist ein Anreizprogramm zur Förderung von Solarenergie des Bundesstaates Kalifornien. Dieser stellt 2,167 Milliarden Dollar in den Jahren 2007 bis 2016 zur Förderung der Solarstromgewinnung zur Verfügung. Es soll dadurch zusätzlich eine Kapazität von 1.940 Megawatt Solarstrom generiert werden. Das ergänzende Programm CSI-Thermal soll mit 250 Millionen Dollar zwischen 2010 und 2017 zur Neuinstallation von 200.000 Solarthermieanlagen führen.